# Poa astonii
Poa astonii là một loài thực vật có hoa trong họ Hòa thảo. Loài này được Petrie miêu tả khoa học đầu tiên năm 1906.